# Baron

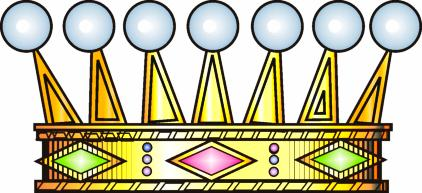
Najpowszechniejszy typ korony baronowskiej

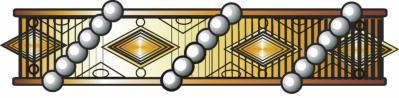
Francuska korona baronowska

Dawna korona freiherra

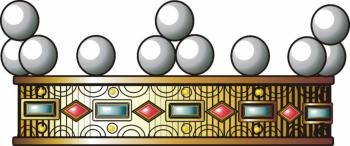
Korona barona Inflant, Szwecji, Finlandii

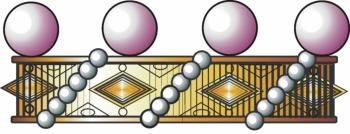
Korona barona Hiszpanii i Portugalii

Baron – tytuł szlachecki; kobieta nosząca tytuł barona to baronessa, żona barona to baronessa lub baronowa.
Tytuł barona jest najniższym tytułem arystokratycznym. Używany we wszystkich monarchiach europejskich, wprowadzony także w ramach europeizacji w okresie Meiji w cesarstwie japońskim. Przyjęty również do tytułów nadawanych w cesarstwie francuskim przez Napoleona I. W różnych krajach miał różną specyfikę:
- W Niemczech pierwotnie znany jako freiherr (niem. wolny pan), tytuł feudalny, później także nadawano tytuł arystokratyczny barona, przy czym każdy freiherr był baronem, ale nie każdy niemiecki baron był freiherrem.
- W Anglii początkowo tożsamy z tytułem lorda, oznaczał pana feudalnego zasiadającego w radzie królewskiej.

## Etymologia
Słowo wywodzi się od hiszpańskiego słowa barón, pochodzącego z kolei od frankońskiego baro oznaczającego „wojownik, wolny człowiek”.

## Baron a inne tytuły
Tytułu barona nie należy mylić z podobnie brzmiącym brytyjskim tytułem baroneta, który jest jedynym brytyjskim niearystokratycznym, ale dziedzicznym tytułem honorowym. 
Baron to tytuł uważany za niższy od tytułu hrabiego. Herby baronów różnią się od innych tym, że korona ich przyozdabiana jest zazwyczaj siedmioma pałkami (korona szlachecka jest o pięciu, hrabiowska o dziewięciu pałkach, a herby książęce przyozdabiane są mitrą). W Polsce tytuł ten zgoła nie był znany; baronami nazywano zaś pierwotnie wyższych urzędników. W przypisywanych Długoszowi „Clenodiach” baronami nazwano najstarsze polskie rody szlacheckie. Na Śląsku wolni panowie (freiherr, liber baro) to szlachta podlegająca bezpośrednio królowi Czech, z pominięciem zależności wobec miejscowych książąt piastowskich.

## Atrybuty
Korona rangowa przysługująca baronom jest najczęściej ozdobiona siedmioma perłami (pałkami), niekiedy ma inne formy, np. we Francji i Włoszech ma formę obręczy oplecionej sznurem pereł.

## W Polsce
Używany w Polsce Piastów, ale nie jako tytuł feudalny, lecz kurtuazyjne zbiorowe określenie rady królewskiej bądź kolektywnie o szlachcie trzymającej ziemię na prawie rycerskim bezpośrednio od monarchy (wojewodów, starostów, kasztelanów, podkomorzych i wyższych urzędników sądowych, którzy króla reprezentowali w sprawach sądowych).
Świętosław z Wojcieszyna, tłumacząc 1449 r. Statut Wiślicki, stale nazywa barona rycerzem, a Maciej z Różana, tłumacząc Statuty Mazowieckie 1450 r., nazywa baronów czestnikami. Pisarze polscy, piszący po łacinie w wieku XV, używają słów barones lub dignitarii, a z początkiem wieku XVI pojawia się i upowszechnia z czasem wyraz dostojniki.
W okresie rozbiorów nadawany powszechnie we wszystkich zaborach. Do otrzymania tytułu barona miała prawo szlachta mogąca udowodnić pochodzenie od osób piastujących urzędy ziemskie czy powiatowe.